# Cancellalata fletcheri
Cancellalata fletcheri är en fjärilsart som beskrevs av Pierre E.L. Viette 1979. Cancellalata fletcheri ingår i släktet Cancellalata och familjen mätare. Inga underarter finns listade i Catalogue of Life.